# Grasshopper (album)
Grasshopper è il settimo album di J.J. Cale, pubblicato dalla Mercury Records nel 1982.

## Tracce
Lato A
1. City Girls – 2:49 (J.J. Cale) – Registrato al Columbia Studios di Nashville (Tennessee)
2. Devil in Disguise – 2:03 (J.J. Cale) – Registrato a North Hollywood (California)
3. One Step Ahead of the Blues – 2:25 (Roger Tillson) – Registrato al Columbia Studios di Nashville (Tennessee)
4. You Keep Me Hangin' On – 3:30 (J.J. Cale) – Registrato al Columbia Studios di Nashville (Tennessee)
5. Downtown L.A. – 2:32 (J.J. Cale) – Registrato a North Hollywood (California)
6. Can't Live Here – 2:15 (J.J. Cale) – Registrato al Columbia Studios di Nashville (Tennessee)
7. Grasshopper – 1:45 (J.J. Cale) – Registrato al Crazy Mamas Studio, Nashville (Tennessee)

Lato B
1. Drifters Wife – 1:42 (J.J. Cale) – Registrato a North Hollywood (California)
2. Don't Wait – 3:12 (Christine Lakeland, J.J. Cale) – Registrato al Columbia Studios di Nashville (Tennessee)
3. A Thing Going On – 2:42 (J.J. Cale) – Registrato a North Hollywood (California)
4. Nobody but You – 3:05 (J.J. Cale) – Registrato al Crazy Mamas Studio, Nashville (Tennessee)
5. Mississippi River – 2:06 (J.J. Cale) – Registrato a North Hollywood (California)
6. Does Your Mama Like to Reggae – 3:45 (Christine Lakeland, J.J. Cale) – Registrato al Columbia Studios di Nashville (Tennessee)
7. Dr. Jive – 1:57 (J.J. Cale) – Registrato al Chip Youngs Log Cabin, Murfreesboro (Tennessee)

## Musicisti
Brano A1
- J.J. Cale  - chitarra elettrica, chitarra slide, voce
- Reggie Young  - chitarra elettrica
- John Christopher - chitarra ritmica
- David Briggs  - pianoforte elettrico
- Bobby Emmons  - organo
- Tom Cogbill  - basso
- Kenneth Buttrey  - batteria

Brano A2
- J.J. Cale - chitarra elettrica, voce
- Bill Boatman  - batteria
- Christine Lakeland  - accompagnamento vocale, coro

Brano A3
- J.J. Cale - chitarra elettrica, voce
- Steve Gibson - chitarra elettrica
- David Briggs - pianoforte
- Mike Lawler - sintetizzatore
- Bobby Emmons - organo
- Tom Cogbill - basso
- Kenneth Buttrey - batteria

Brano A4
- J.J. Cale - chitarra elettrica, voce
- Reggie Young - chitarra elettrica
- John Christopher - chitarra ritmica
- David Briggs - pianoforte
- Bobby Emmons - organo
- Tom Cogbill - basso
- Kenneth Buttrey  - batteria

Brano A5
- J.J. Cale - chitarra elettrica, chitarra gut-string, voce
- Christine Lakeland - chitarra elettrica, organo
- Nick Rather - basso
- Bill Boatman - batteria, tamburello
- Jim Karstein - congas

Brano A6
- J.J. Cale - chitarra elettrica, voce
- Steve Gibson - chitarra elettrica
- John Christopher - chitarra ritmica
- Bobby Emmons - organo
- David Briggs - pianoforte
- Tom Cogbill - basso
- Kenneth Buttrey - batteria

Brano A7
- J.J. Cale - chitarre elettriche
- Tom Cogbill - basso
- Karl Himmel - batteria
- Robert Greenidge - batteria steel

Brano B1
- J.J. Cale - chitarra, voce

Brano B2
- J.J. Cale - chitarra elettrica, voce
- Harold Bradley - chitarra elettrica
- Ray Edentown - chitarra ritmica
- Tony Migliori - pianoforte
- Terry McMillian - armonica
- Bobby Moore - basso
- Buddy Harmon - batteria
- Christine Lakeland - accompagnamento vocale, coro

Brano B3
- J.J. Cale - chitarra elettrica, voce
- Christine Lakeland - chitarra, organo
- Nick Rather - basso
- Bill Boatman  - batteria

Brano B4
- J.J. Cale - chitarra elettrica, voce
- Christine Lakeland - chitarra elettrica
- Dennis Solee - corni
- Nick Rather - basso
- Gary Allen - batteria

Brano B5
- J.J. Cale - chitarra elettrica, voce
- Christine Lakeland - chitarra ritmica, percussioni
- Nick Rather - basso
- Bill Boatman - batteria

Brano B6
- J.J. Cale - chitarra elettrica, voce
- Steve Gibson - chitarra elettrica
- John Christopher - chitarra ritmica
- David Briggs - pianoforte
- Buddy Emmons - organo
- Mike Lawler - sintetizzatore
- Tom Cogbill  - basso
- Kenneth Buttrey - batteria
- Christine Lakeland - percussioni, accompagnamento vocale, coro
- Marilyn Davis - accompagnamento vocale, coro

Brano B7
- J.J. Cale - chitarra elettrica
- Reggie Young - chitarra ritmica
- Charles Dungey  - basso
- Farrell Morris  - vibrafono, percussioni, congas
- Karl Himmel  - batteria